# Panellus pauciporus
Panellus pauciporus är en svampart som beskrevs av Corner 1986. Panellus pauciporus ingår i släktet Panellus och familjen Mycenaceae.   Inga underarter finns listade i Catalogue of Life.